# Xã Cadron, Quận Faulkner, Arkansas
Xã Cadron (tiếng Anh: Cadron Township) là một xã thuộc quận Faulkner, tiểu bang Arkansas, Hoa Kỳ. Năm 2010, dân số của xã này là 68.003 người.